# 極譜分析法

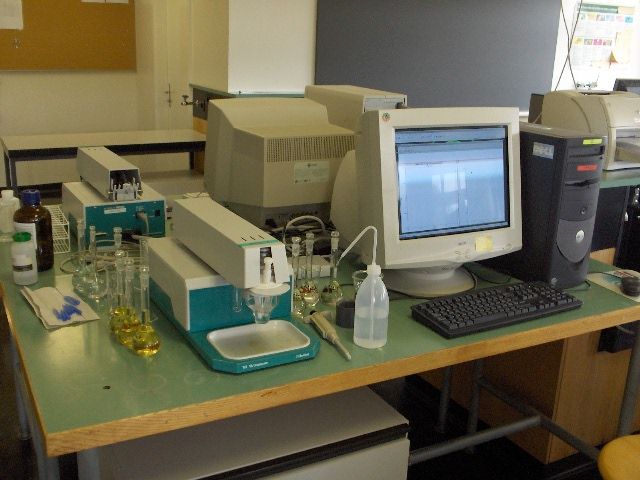
极谱分析工作台

極譜分析法（polarographic analysis method）或稱極譜術（polarography），是捷克化學家雅罗斯拉夫·海罗夫斯基（Jaroslav Heyrovsky）於1922年提出的一種分析方法，海洛夫斯基先生也於1959年穫得諾貝爾化學獎。

## 原理
在極譜分析中，電池為特殊類型的電解槽（內含有分析溶液），此電解槽含有滴汞電極（DME，微電極的一種），分析物就在滴汞表面發生反應產生電流，電流對施加電壓的特殊曲線，則稱為極譜波（polarographic wave）。
極譜波是電流對施加於極譜電位作圖之圖樣，特徵是電流區域陡直上昇後，電流呈現接近水平的直線，此定值電流稱為極限電流，代表反應物傳送至電極表面的速率已達到最大值，使滴汞電極完全被極化。另外，當電流為極限電流的一半值時之電位，稱半波電位，各分析物的半波電位皆不同，且與濃度無關，用以鑑定產生極譜波的物種。
極譜測定需在0~3.0 V間不斷改變電壓，且外施電壓需精確至0.01 V，電流計能測出0.01 mA的電流。實驗的成功與否與滴汞電極的再現性有關，滴汞電極由汞儲槽使汞經過毛細管，滴落時間約2~6 秒，必需小心使毛細管不致阻塞，使用後也必需仔細清潔後備用。

## 應用
極譜分析法用於分析無機物（例：金屬）、某些無機酸根離子（例：碘酸根離子、重鉻酸根離子、亞硒酸根離子....等）以及數種有機物的官能基。無機酸根離子在極譜分析時易受PH值影響，需使用緩衝溶液穩定。